# Rzepicha

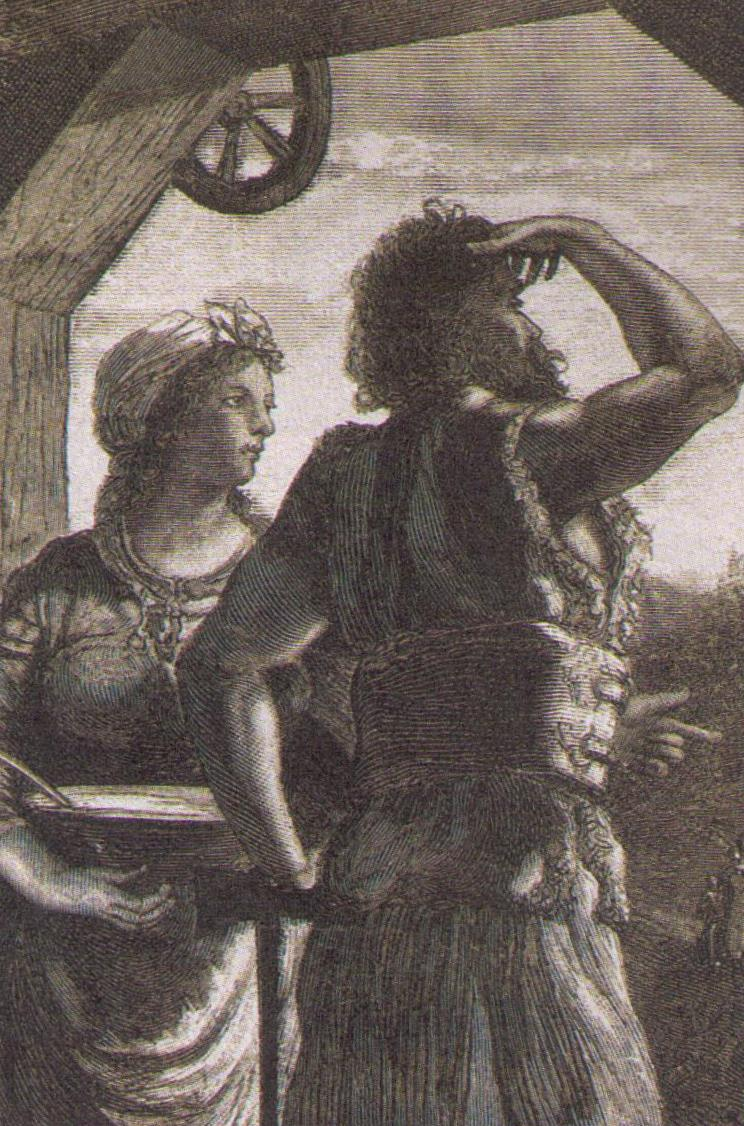
Piast y Rzepka.

Rzepicha (también Rzepka) fue la mujer del legendario Piast y madre de Siemowit. Rzepicha fue mencionada en Gallus Anonymus' Cronicae et gesta ducum sive principum Polonorum.
Según Gallus Anonymus, Rzepicha vivió en el siglo IX. No se dispone de ninguna información sobre sus antepasados.